# Trollskau, skrømt og kølabrenning
Trollskau, skrømt og kølabrenning är det första fullängdsstudioalbumet med det norska black metal-bandet Myrkgrav. Albumet utgavs 2006 av skivbolaget Det Germanske Folket.

## Låtlista
1. "Gygra og St. Olav" – 5:36
2. "Fela etter'n far" – 5:22
3. "Om å danse bekhette" – 4:21
4. "Oppbrennerbønn" – 4:11
5. "Olav Tryggvason" – 3:17
6. "Mellomspell" (instrumental) – 1:36
7. "Tre skygger tel kølabrennern kom" – 4:30
8. "Tjernet" – 5:16
9. "De to spellemenn" – 2:50
10. "Finnkjerringa" – 4:41
11. "Endetoner" (instrumental) – 2:39

## Medverkande
Musiker (Myrkgrav-medlemmar)
- Lars Jensen – sång, gitarr, basgitarr, keyboard, trummor, flöjt

Bidragande musiker
- Benita Eriksdatter – sång
- Sindre Nedland – sång
- Espen Hammer – basgitarr (spår 2, 4, 5, 7, 8)

Produktion
- Lars Jensen – producent, ljudtekniker, ljudmix
- Robert Høyem – omslagsdesign, omslagskonst